# Sondi (Filmfigur)
Sondi war die Hauptfigur in einer Reihe komischer Kurzfilme, die der Schauspieler und Operettensänger Emil Sondermann in Berlin zwischen 1915 und 1916 in eigenem Unternehmen, der „Sondermann-Films GmbH.“, mit sich selbst in der Titelrolle drehte.
Zu einigen schrieb er auch das Manuskript. Regisseur war Ludwig Czerny.
In den Folgen traten an seiner Seite z. T. namhafte Darsteller wie Helene Voss, Paul Westermeier und Manny Ziener auf.
Die Serie begann 1915 mit Zweiaktern (two reelers):
- 1915: Sondi hat Pech[4]
- 1915: Sondi's Glück im Unglück[5]

und erweiterte sich 1916 zu Dreiaktern:
- 1916: Sondi's dunkler Punkt[6]
- 1916: Sondi, Amor und Co.[7][8]
- 1916: Sondis Kleine[9]

Von der Berliner Polizeizensur bekamen die Filme Jugendverbot erteilt. „Sondi hat Pech“ durfte explizit während des Krieges nicht aufgeführt werden.
Nach 1916 wandte Sondermann sich längeren Spielfilmen, u. a. mit ernsteren Gegenständen, beispielsweise Bruno Eichgrüns „Frauen die die Ehe brechen“ (1922) oder Richard Oswalds „Lützows verwegene Jagd“ (1927) zu und gab die Filmfigur Sondi auf.